# Carl Bosch
Carl Bosch (27. srpna 1874, Kolín nad Rýnem – 26. dubna 1940, Heidelberg) byl německý chemik, inženýr a podnikatel.
Narodil se jako prvorozený syn v rodině instalatérského mistra v Kolíně nad Rýnem. Začal studovat v letech 1894 až 1896 metalurgii a mechaniku na Technische Hochschule v Berlíně-Charlottenburgu a mezi lety 1892 a 1898 studoval chemii na univerzitě v Lipsku.
Od roku 1899 pracoval v chemické firmě BASF. Za tři roky se oženil s Elsou Schilbachovou. Od roku 1919 byl předsedou představenstva firmy BASF, od roku 1925 působil jako předseda představenstva chemické firmy IG Farben.
V letech 1908 až 1913 vyvinul společně s A. Mittaschem metodu velkovýroby amoniaku (čpavku) na základě vysokotlaké syntézy objevené F. Haberem (Haberův–Boschův proces). V roce 1931 společně s Friedrichem Bergiusem dostal Nobelovu cenu za chemii za příspěvek k rozvoji vysokotlakých metod v chemii (syntéza metanolu, výroba umělého kaučuku atd.)
Byl synovcem Roberta Bosche. Jako amatér se věnoval i astronomii, v roce 1990 byla na jeho počest pojmenována planetka 7414 Bosch.